# Tirto (Pekalongan Barat)
Tirto is een bestuurslaag in het regentschap Pekalongan van de provincie Midden-Java, Indonesië. Tirto telt 9441 inwoners (volkstelling 2010).
|  |